# Benkadi (Banamba)
Pour les articles homonymes, voir Benkadi.
Benkadi ou Ben Kadi est une commune rurale malienne de l'arrondissement central de Banamba, dans le Cercle de Banamba, et la région de Koulikoro, elle a pour chef-lieu la localité de Samakélé.

## Villages
La commune s'étend sur 12 localités relevées lors du recensement général de 2009. 
Les villages les plus peuplés sont :
- Fanalé (1 737 habitants) ;
- Diouladiassa (1 134 habitants) ;
- Samakélé (1 017 habitants).